# Lyra (Weinbau)
Bei Lyra handelt es sich um eine qualitätsorientierte Erziehungsform im Weinbau, bei der die Triebe des Weinstocks so getrennt werden, dass zwei vertikale Laubwände entstehen, die in der Mitte einen Hohlraum bilden. Dieses Wachstum erinnert an die Form des Saiteninstruments Lyra. Die Lyra-Methode wurde Anfang der 1980er Jahre von Alain Carbonneau in Bordeaux entwickelt.
Die Lyra ist eine spezielle Art der Hochqualitätserziehung. Die Einrichtungskosten sind sehr hoch, da die doppelte Menge an Unterstützungsmaterial (Pfähle und Drähte) benötigt wird. Auch der Arbeitsaufwand ist erhöht, da der Winzer zwei- bis dreimal jährlich die Laubwände entflechten muss, um den Zwischenraum in der Mitte des Stockes wiederherzustellen. Weil es keine geeignete Erntemaschinen für diese Erziehungsform gibt, müssen die Trauben per Hand geerntet werden.
Diese Erziehungsform führt zu einer Verdoppelung der belichteten Blattoberfläche und somit zu einer verbesserten Nutzung der Sonnenenergie. Die Trauben sind vor direkter Sonneneinstrahlung von oben geschützt, was "Sonnenbrand" verhindern kann. Nach Regen können durch verbesserte Belüftung des Rebstockes und Vergrößerung der Oberfläche die Blätter schneller trocknen, sodass die Gefahr des Mehltaus gesenkt wird. Neben einer verminderten Anfälligkeit der Rebe für Pilzkrankheiten sind auch Einsparungen beim Pflanzenschutz die Vorteile dieser Erziehungsform.
Der Ertrag in der Lyra beträgt etwa 2000–3000 Liter pro Hektar.

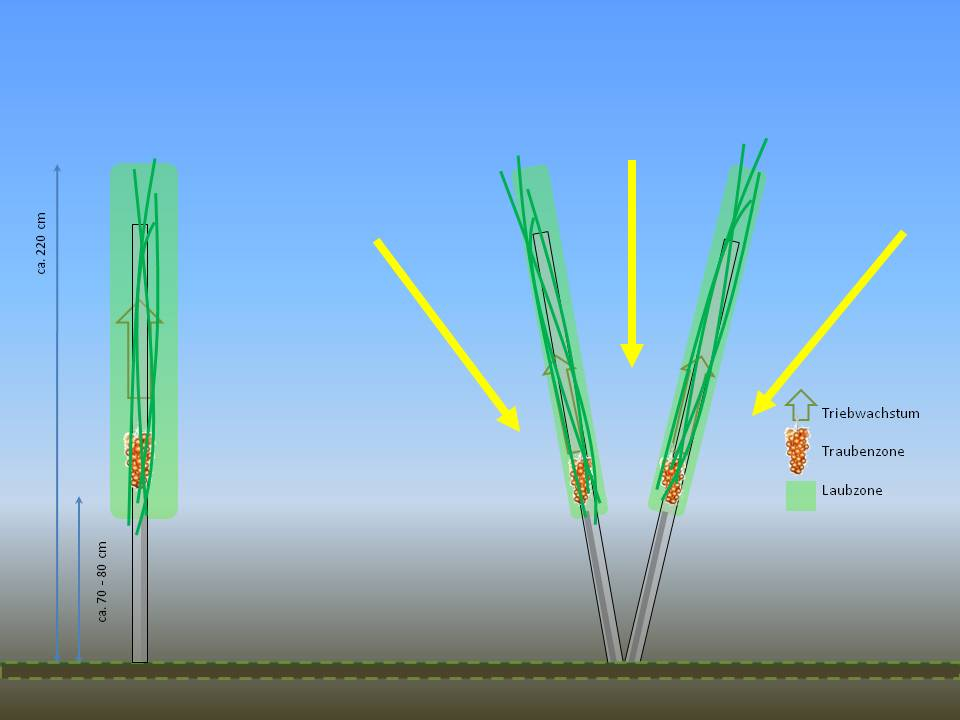
Schematische Darstellung einer Lyra-Erziehung (rechts) im Vergleich zu einer Spaliererziehung
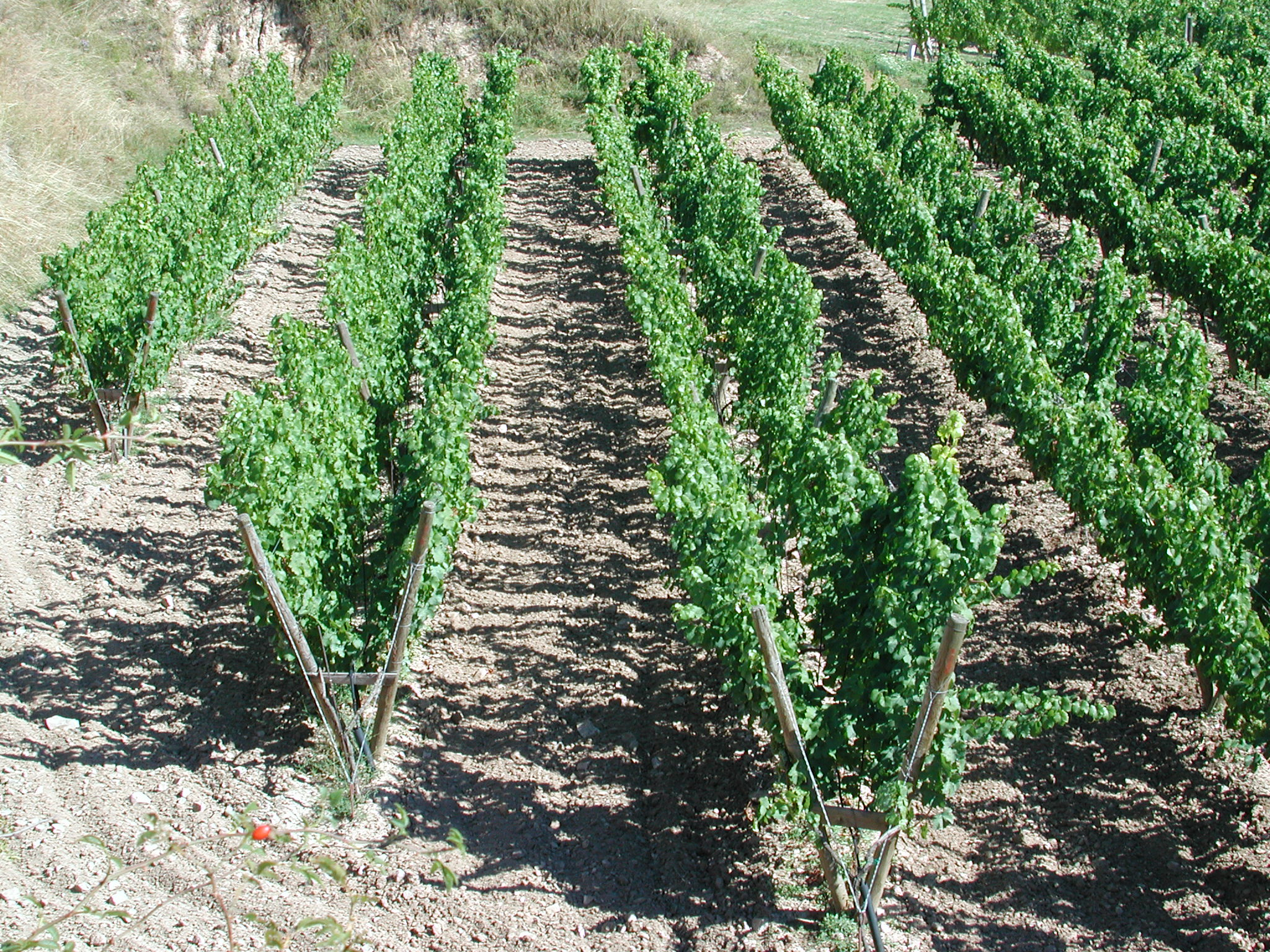
Lyra-Erziehung
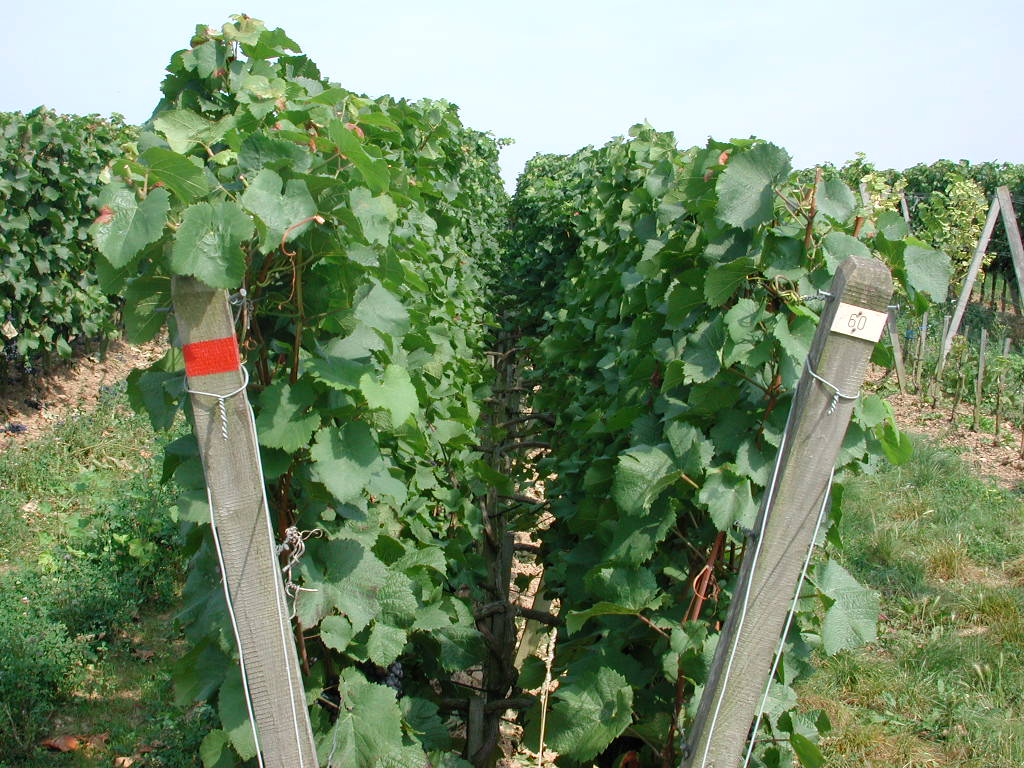
Lyra-Erziehung – Blick in das Doppelspalier.
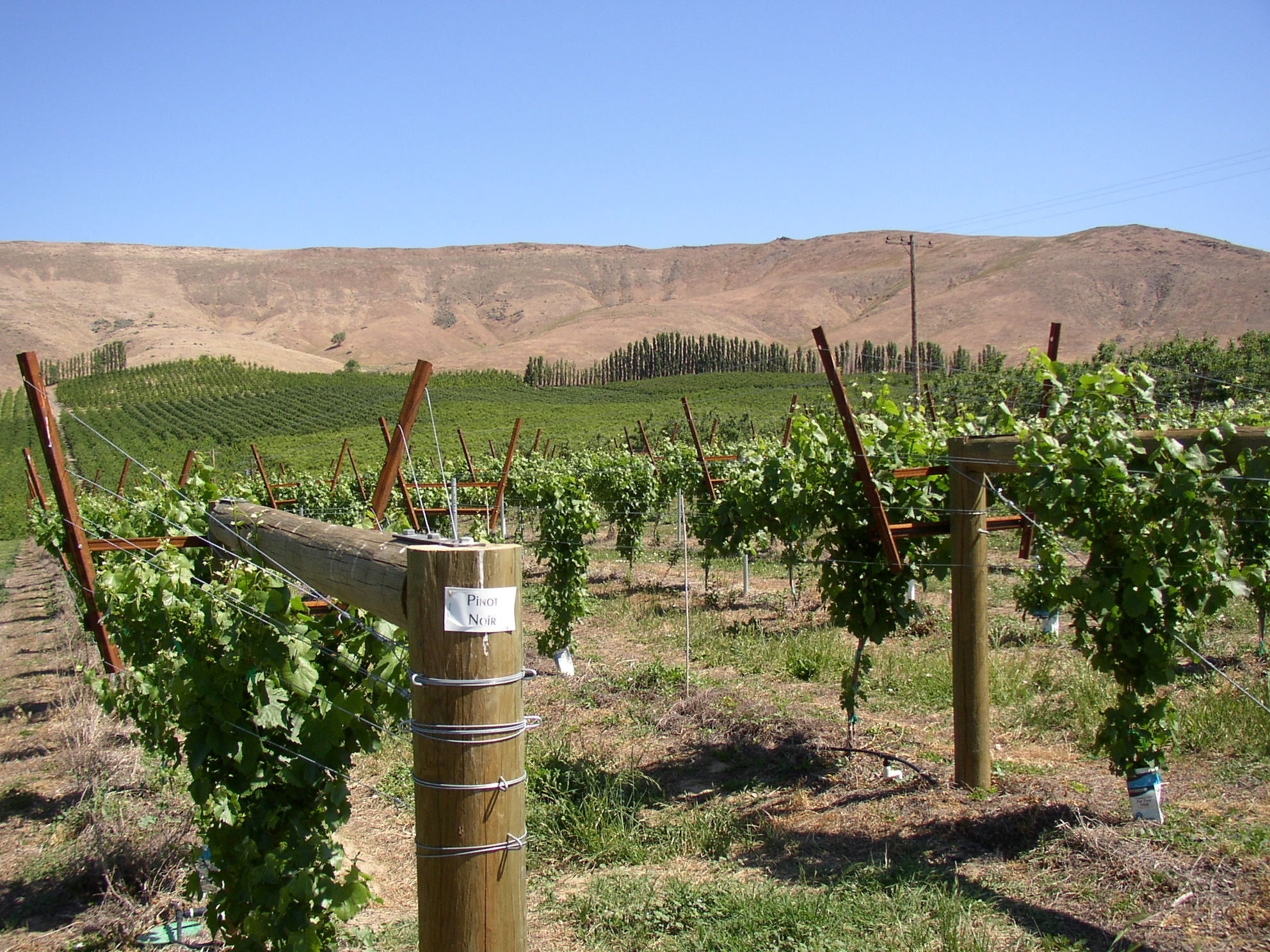
Lyraerziehung im Weinbaugebiet Rattlesnake Hills AVA. Im Vordergrund die massive Reihenendbefestigung.